# وزنه‌برداری در بازی‌های آسیایی ۲۰۱۰
رقابت‌های وزنه‌برداری در بازی‌های آسیایی ۲۰۱۰ در کشور چین در بازه زمانی 13 نوامبر تا 19 نوامبر در شهر گوانگژو برگزار گردید. در این مسابقات ۱۵ مدال طلا، ۱۵ مدال نقره و ۱۵ مدال برنز اهدا شد.

## مسابقات
اوزان این مسابقات به شرح زیر است:
| - ۵۶ کیلوگرم مردان - ۶۲ کیلوگرم مردان - ۶۹ کیلوگرم مردان - ۷۷ کیلوگرم مردان - ۸۵ کیلوگرم مردان - ۹۴ کیلوگرم مردان - ۱۰۵ کیلوگرم مردان - +۱۰۵ کیلوگرم مردان |  | - ۴۸ کیلوگرم زنان - ۵۳ کیلوگرم زنان - ۵۸ کیلوگرم زنان - ۶۳ کیلوگرم زنان - ۶۹ کیلوگرم زنان - ۷۵ کیلوگرم زنان - +۷۵ کیلوگرم زنان |

## کاروان وزنه برداری ایران

### اسامی کاروان وزنه برداری ایران[۱]
تیم وزنه برداری ایران با 8 وزنه بردار در ۵ دسته در این مسابقات حضور دارد.

| - ۶۹ کیلوگرم مردان: سید مهدی پانزوان - ۶۹ کیلوگرم مردان: مرتضی رضاییان - ۸۵ کیلوگرم مردان: کیانوش رستمی - ۹۴ کیلوگرم مردان: یاسر دادوند - ۹۴ کیلوگرم مردان: اصغر ابراهیمی - ۱۰۵ کیلوگرم مردان: حامد مجیدی - +۱۰۵ کیلوگرم مردان: سجاد انوشیروانی - +۱۰۵ کیلوگرم مردان: بهداد سلیمی |

### نتایج تیم وزنه برداری ایران[۲]
| ورزشکار          | رویداد       | یک‌ضرب   | دو ضرب | مجموع | رتبه  |
| ---------------- | ------------ | ------- | ------ | ----- | ----- |
| سید مهدی پانزوان | ۶۹ کیلوگرم   | ۱۴۷     | ۱۷۳    | ۳۲۰   | چهارم |
| مرتضی رضاییان    | ۶۹ کیلوگرم   | ۱۴۷     | ۱۷۷    | ۳۲۴   | نقره  |
| کیانوش رستمی     | ۸۵ کیلوگرم   | ۱۶۵     | ۲۰۰    | ۳۶۵   | ششم   |
| یاسر دادوند      | ۹۴ کیلوگرم   | ۱۶۵     | ۱۹۲    | ۳۵۷   | نهم   |
| اصغر ابراهیمی    | ۹۴ کیلوگرم   | ۱۸۳     | ۲۱۰    | ۳۹۳   | نقره  |
| حامد مجیدی       | ۱۰۵ کیلوگرم  | مصدومیت | حذف    | حذف   | حذف   |
| سجاد انوشیروانی  | +۱۰۵ کیلوگرم | ۱۹۵     | ۲۳۲    | ۴۲۷   | برنز  |
| بهداد سلیمی      | +۱۰۵ کیلوگرم | ۲۰۵     | ۲۳۵    | ۴۴۰   | طلا   |

## مدال آوران

### مردان
| مسابقه       | طلا                    | نقره                     | برنز                     |
| ۵۶ کیلوگرم   | چین وو جینگ بیائو      | کرهٔ شمالی چا کوم چول     | اندونزی جادی ستیادی      |
| ۶۲ کیلوگرم   | چین ژانگ جی ئه         | کرهٔ شمالی کیم اون گوک    | اندونزی اکو یولی ایراوان |
| ۶۹ کیلوگرم   | کرهٔ شمالی کیم کوک سوک  | ایران مرتضی رضاییان      | اندونزی تریاتنو          |
| ۷۷ کیلوگرم   | کرهٔ شمالی پانگ کوم چول | قزاقستان کیریل پائولو    | تایلند دائورن شایوتیو    |
| ۸۵ کیلوگرم   | چین لو یونگ            | ازبکستان منصوربگ چاشیموف | کرهٔ جنوبی کیم کوانگ هون  |
| ۹۴ کیلوگرم   |                        |                          |                          |
| ۱۰۵ کیلوگرم  |                        |                          |                          |
| +۱۰۵ کیلوگرم |                        |                          |                          |